# Bronzen soldaat van Tallinn
De bronzen soldaat van Tallinn (Estisch: Pronkssõdur; Russisch: Бронзовый солдат, Bronzovy soldat) is een oorlogsmonument van de Sovjet-Unie in de Estse hoofdstad Tallinn. Het is in 1947 opgericht ter ere van de soldaten van het Rode leger die gesneuveld zijn bij de strijd om Tallinn in 1944, en werd op 22 september 1947 onthuld.

Op de plaats, het plein Tõnismägi in de wijk Tõnismäe, waren in 1945 dertien Russische soldaten bijgezet die aanvankelijk elders waren begraven, en er was een houten monument opgericht. Dit werd in 1946 door twee Estse tieners vernietigd, als een reactie op de vernietiging van Estse oorlogsmonumenten ter nagedachtenis aan de Estse onafhankelijkheidsstrijd vlak na de Eerste Wereldoorlog.
Het standbeeld zelf is gemaakt door de Estse beeldhouwers Enn Roos en Arnold Alas, terwijl een etnisch Estse soldaat daarvoor model stond. Dit moest dan een symbool zijn van de "vriendschap der volkeren", een kernconcept in de Sovjet-propaganda, maar het bewees ook eer aan de ongeveer 60 000 etnische Esten die in het Rode Leger hadden gevochten.
In tegenstelling tot de grote Russische minderheid, beschouwen de meeste Estse inwoners van Estland het monument als symbool van de bezetting en onderdrukking van Estland door de Sovjet-Unie van 1944 tot 1991. De Russische minderheid in het land - voor ongeveer drie kwart mensen die zich pas in de jaren 40 tot de jaren 60 in Estland hadden gevestigd en hun nazaten van de tweede en derde generatie - beschouwt de bezetting van 1944 als een bevrijding, en ziet het monument niet alleen als bevrijdingsmonument, maar ook als herinnering aan het oude Sovjettijdperk, toen het leven volgens velen van hen "rechtvaardiger" en welvarender was.

## Verplaatst
Op 10 januari 2007 nam het Estse parlement een wet aan die bepaalde dat oorlogsgraven die zich niet op een passende plaats bevonden moesten worden opgeheven, waarbij de stoffelijke resten zouden worden herbegraven. Op 15 februari werd bovendien een wet op verboden monumenten aangenomen. De Bronzen Soldaat werd hierbij uitdrukkelijk genoemd. Het monument zou worden vernietigd, maar de Estse president sprak hier zijn veto over uit. Toen het verhaal de ronde deed dat het monument zou worden vernietigd, ontstond grote woede onder de etnische Russen in Estland. Aangewakkerd door de Russische media ter plaatse gingen ze in de nacht van 27 april 2007 over tot een grootschalige demonstratie die uitliep op gevechten met de politie en plundering van de binnenstad van Tallinn. Deze nacht staat in Estland bekend als De Bronzen Nacht. De volgende ochtend besloot de regering van Estland het monument te verplaatsen. Dit leidde tot spanning met het buurland Rusland en een weeklang beleg van de Estse ambassade in Moskou.
Het monument werd verplaatst naar de oorlogsbegraafplaats in de wijk Juhkentali van Tallinn. Het werd op 8 mei 2007 tentoongesteld op een tijdelijke plaats aangezien er geen tijd meer was om de muur opnieuw neer te zetten voor de herdenking van 9 mei die een belangrijke dag is voor de oude USSR-veteranen.

## Internationale reacties
De internationale gemeenschap reageerde verdeeld. Terwijl de voorzitter van de Europese Commissie José Manuel Barroso en de secretaris-generaal van de NAVO Jaap de Hoop Scheffer benadrukten dat de verplaatsing een interne zaak van Estland was, liet de oud-burgemeester van Brussel en oud-minister van Defensie François-Xavier de Donnea weten "geschokt te zijn door de onverantwoordelijkheid van de acties van de Estse regering", wat bijval vond van de Voorzitter van het Comite voor Internationale Betrekkingen van het Belgische Senaat François Roelants du Vivier, die stelde:
“Regardless of the relationship between Estonia and the Soviet Union, it cannot change the fact that Soviet troops liberated Estonia from fascists. This fact demands respect. To try to act in any other way is just to turn one’s back to historical truth.”
De meeste westerse politici kozen ervoor om zich van commentaar te onthouden.